# حسین‌آباد زنده
حسین‌آباد زنده یکی از روستاهای شهرستان شاهرود در استان سمنان ایران است.
این روستا در دهستان خرقان در بخش بسطام جای دارد. جمعیت روستای حسین‌آباد زنده بر پایه نتایج سرشماری سال ۱۳۸۵ برابر با ۴۵۵ نفر (۱۲۹ خانوار) بوده است.